# 汪清清
汪清清（1991年8月21日—），安徽霍邱人。中国连珠六段棋手。
2009年，获得首届全国智运会五子棋女子个人赛冠军。后又多次获得全国五子棋锦标赛女子组冠军。2014年全国五子棋公开赛，汪清清成为首位加冕国内五子棋男子大赛冠军的女子棋手。2014年，获得世界青年连珠锦标赛女子U23组冠军。她在2015年和2017年，两次获得世界连珠锦标赛女子组亚军。